# けやき台 (守谷市)

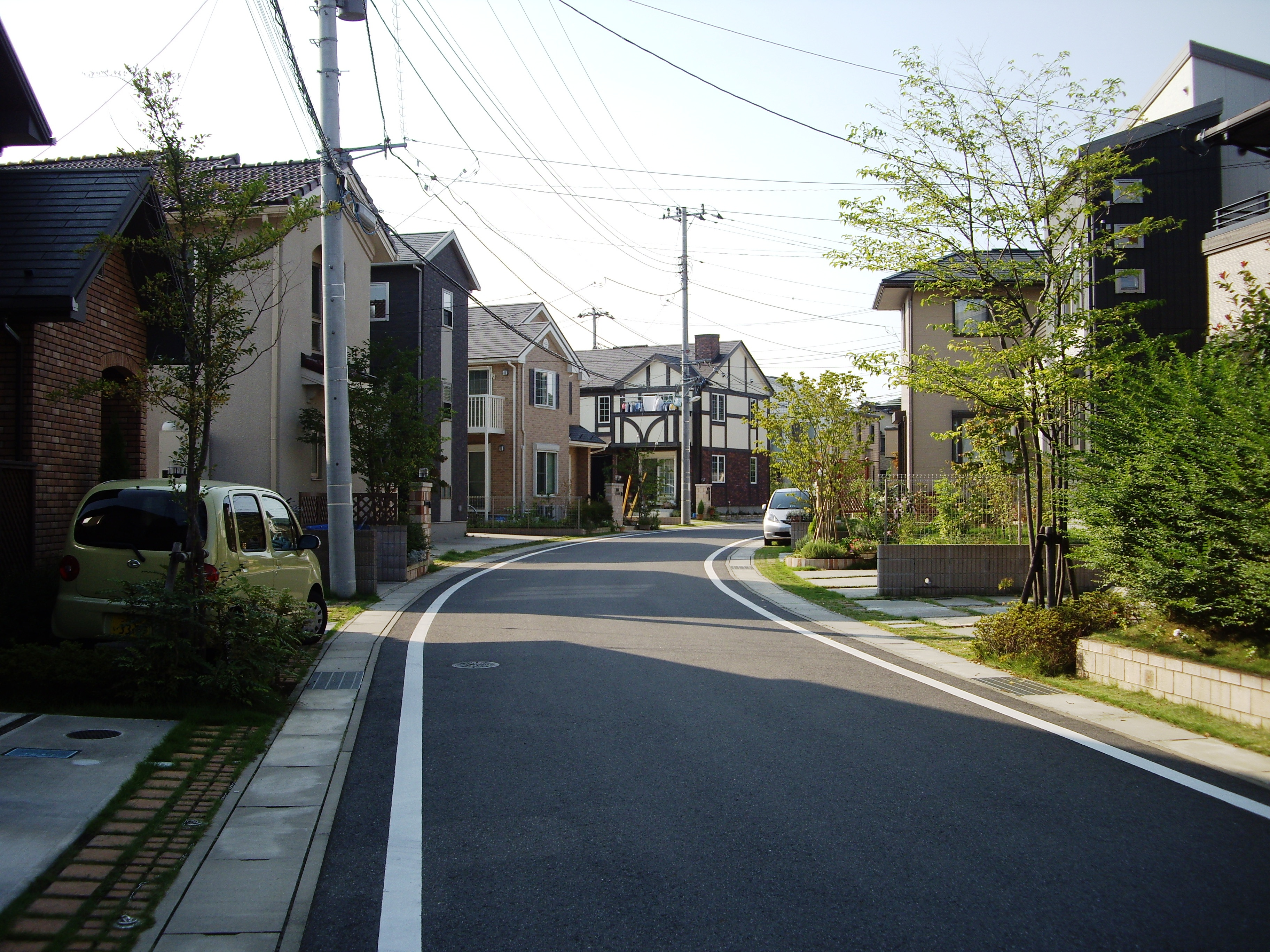
けやき台四丁目

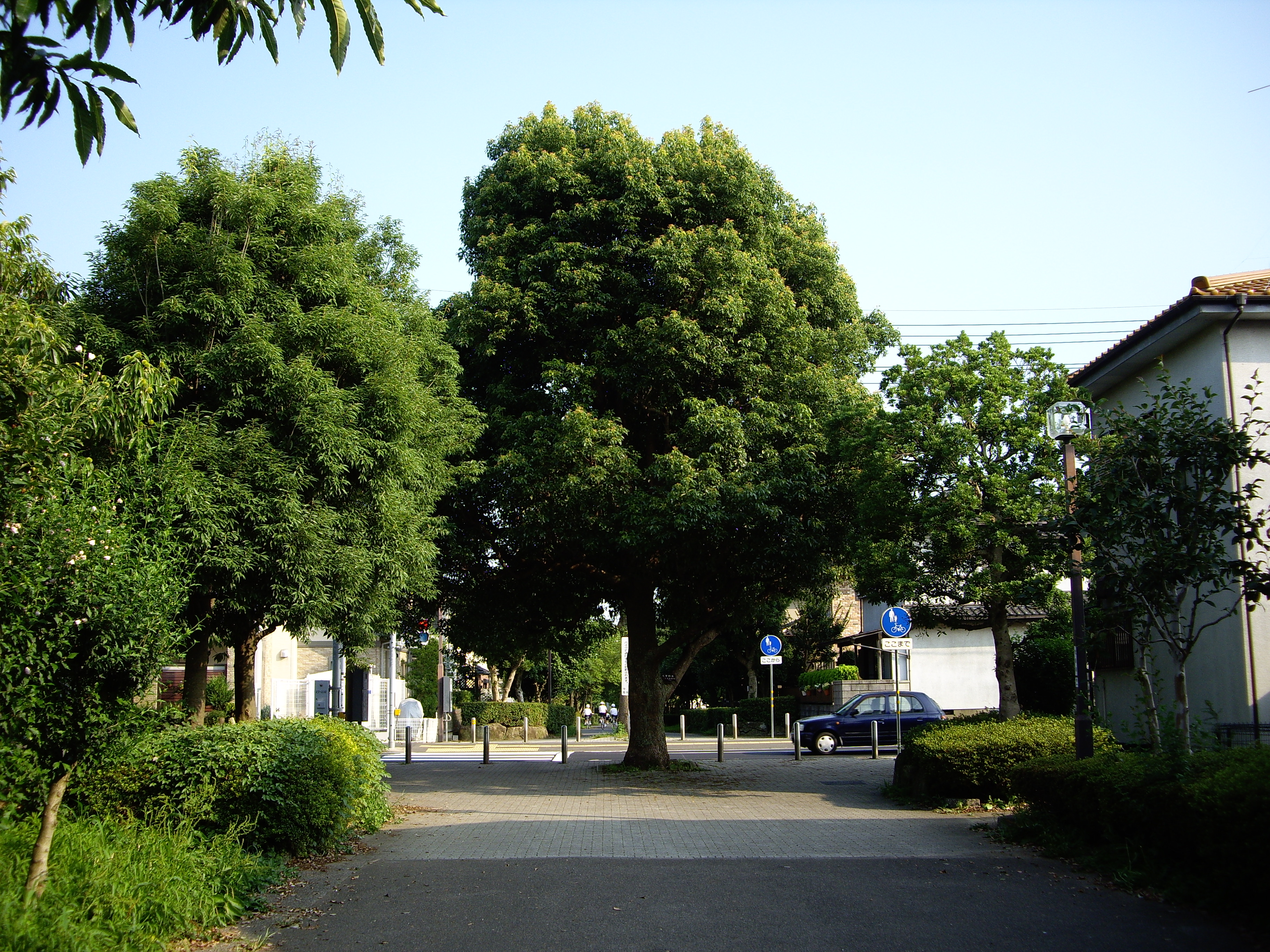
幸福の路

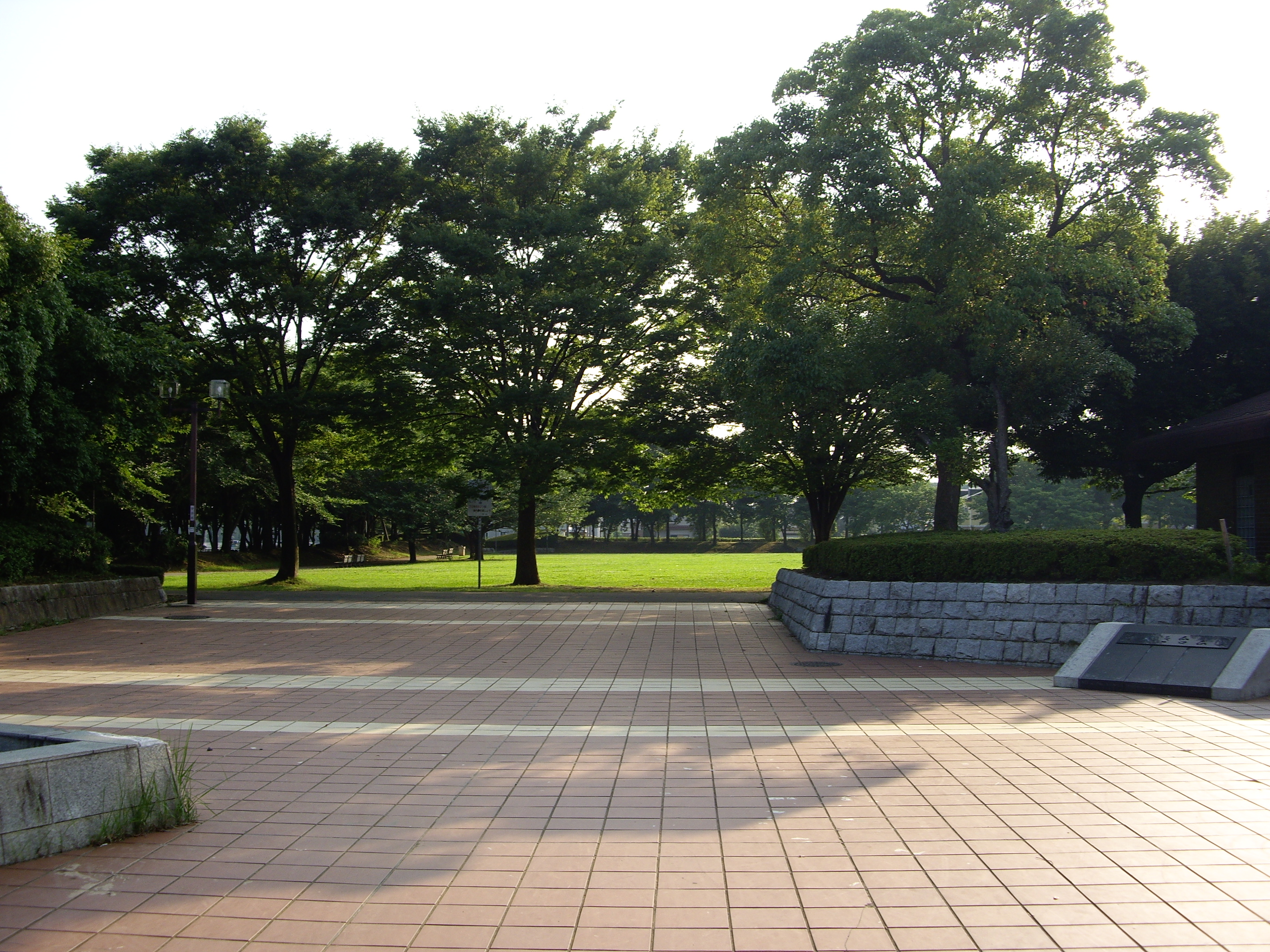
けやき台公園

けやき台（けやきだい/Keyakidai）は、茨城県守谷市の地名。現行行政地名はけやき台一丁目からけやき台六丁目。土地区画整理事業により1988年（昭和63年）5月31日に守谷、乙子、高野の各一部より新設された。郵便番号は302-0128。

## 地理
守谷市の南部、常総ニュータウン南守谷の南部に位置する閑静な住宅街である。今なお住宅開発が進んでいる地域であり、南守谷駅から伸びる遊歩道「幸福（しあわせ）の路」が区域の中央を通る。一丁目に南守谷駅・筑波銀行守谷けやき台支店、四丁目にけやき台公園・南守谷児童センター（ミ・ナーデ）・西友楽市守谷店、五丁目に市立けやき台中学校がある。
東は乙子・本町、西、南は高野、北は松ケ丘と接している。

### 地価
住宅地の地価は、2014年（平成26年）1月1日の公示地価によれば、けやき台5丁目13番7の地点で10万4000円/m2となっている。

## 歴史
元は守谷、乙子、高野のそれぞれ一部で、山林や田畑が広がる地域であった。また、地域内には古くは平将門の城があったと推測されている。1970年代にニュータウン開発計画が決定して以降は開発が進められ、区画整理の終了と共に独立した町となり、現在は市街地となっている。

### 沿革
- 1973年（昭和48年） 南守谷特定土地区画整理事業（常総ニュータウン南守谷）施工区域として計画決定。
- 1979年（昭和54年）1月 南守谷特定土地区画整理事業（常総ニュータウン南守谷）が認可される。
- 1988年（昭和63年）5月31日 守谷、乙子、高野の各一部より、北相馬郡守谷町けやき台一丁目 - 六丁目を新設。
- 2002年（平成14年） 市制施行により、守谷市けやき台一丁目 - 六丁目となる。

### 町名の変遷
| 実施後         | 実施年月日    | 実施前（各大字ともその一部） |
| -------------- | ------------- | ---------------------------- |
| けやき台一丁目 | 1988年5月31日 | 乙子、守谷                   |
| けやき台二丁目 | 1988年5月31日 | 乙子、高野                   |
| けやき台三丁目 | 1988年5月31日 | 高野、守谷（飛地）           |
| けやき台四丁目 | 1988年5月31日 | 乙子、高野、守谷             |
| けやき台五丁目 | 1988年5月31日 | 守谷                         |
| けやき台六丁目 | 1988年5月31日 | 高野、守谷                   |

### 史跡
- 今城城址（うららか公園）

## 世帯数と人口
2025年（令和7年）6月1日現在の世帯数と人口は以下の通りである。
| 丁目           | 世帯数    | 人口    |
| -------------- | --------- | ------- |
| けやき台一丁目 | 305世帯   | 563人   |
| けやき台二丁目 | 422世帯   | 842人   |
| けやき台三丁目 | 546世帯   | 1,331人 |
| けやき台四丁目 | 229世帯   | 624人   |
| けやき台五丁目 | 358世帯   | 665人   |
| けやき台六丁目 | 347世帯   | 723人   |
| 計             | 2,207世帯 | 4,748人 |

## 交通
地域内に関東鉄道常総線南守谷駅がある。また、首都圏新都市鉄道つくばエクスプレス・関東鉄道常総線守谷駅を結ぶ路線バス、守谷市コミュニティバス「モコバス」が地域内を走っている。
路線バス
地域内には「けやき台」、「けやき台二丁目」、「けやき台三丁目」、「けやき台六丁目」の4つの停留所がある。
| 系統 | 主要経由地                                               | 行先       | 運行会社 |
| ---- | -------------------------------------------------------- | ---------- | -------- |
| 循環 | けやき台六丁目・けやき台・けやき台三丁目・けやき台二丁目 | 美園       | ■関鉄    |
|      | けやき台六丁目・けやき台・けやき台三丁目・けやき台二丁目 | 美園中央   | ■関鉄    |
|      | けやき台二丁目・けやき台三丁目・けやき台・けやき台六丁目 | 守谷駅西口 | ■関鉄    |

モコバス
地域内には「南守谷駅」、「西友楽市前」、「けやき台四丁目」、「けやき台五丁目」の4つの停留所がある。
| 系統        | 主要経由地                                                       | 行先       | 運行会社 |
| ----------- | ---------------------------------------------------------------- | ---------- | -------- |
| Bルート(右) | けやき台五丁目・けやき台四丁目・西友楽市前・南守谷駅             | 守谷市役所 | ■関鉄    |
| Bルート(左) | 南守谷駅・西友楽市前・けやき台四丁目・けやき台五丁目・守谷駅西口 | 守谷市役所 | ■関鉄    |

## 小・中学校の学区
市立小・中学校に通う場合、学区は以下の通りとなる。平成16年より地域の一部が高野小学校と郷州小学校の選択区域となったが、これは元々高野小学校の学区であった場所を郷州小学校の学区へ変更する際に反対があり、選択学区へと変更した経緯がある。
| 丁目 | 番地       | 小学校                   | 中学校                       |
| --- | ---------- | ------------------------ | ---------------------------- |
| 一丁目 | 全域       | 郷州小学校及び高野小学校 | 愛宕中学校及びけやき台中学校 |
| 二丁目 | 一部       | 郷州小学校及び高野小学校 | 愛宕中学校及びけやき台中学校 |
| 二丁目 | その他全域 | 高野小学校               | けやき台中学校               |
| 三丁目 | 全域       | 高野小学校               | けやき台中学校               |
| 四丁目 | 一部       | 郷州小学校及び高野小学校 | 愛宕中学校及びけやき台中学校 |
| 四丁目 | その他全域 | 高野小学校               | けやき台中学校               |
| 五丁目 | 全域       | 松ケ丘小学校             | けやき台中学校               |
| 六丁目 | 全域       | 松ケ丘小学校             | けやき台中学校               |
| 備考 けやき台一丁目全域と二・四丁目の一部は郷州小学校と高野小学校、愛宕中学校とけやき台中学校のどちらかを選択することができる。 ただし、郷州小学校進学者は愛宕中学校、高野小学校進学者はけやき台中学校に限る。 |            |                          |                              |

- 郷州小学校進学者は原則愛宕中学校への進学となっているが、けやき台中学校に進学したいという希望がある場合は、行政側は希望校に入学できるように対応したいという見解を2008年（平成18年）7月に述べている[6]。
- 選択学区地域に中学生が転入した場合は、原則的にけやき台中学校が就学校となる。しかし、学校教育法施行令第8条に基づき、申請することにより、愛宕中学校への就学が可能である[7]。

## 施設
- 関東鉄道常総線南守谷駅 - けやき台一丁目1番地1
- 守谷市立けやき台中学校 - けやき台五丁目21番地1
- 南守谷交番 - けやき台二丁目19番地
- 南守谷児童センター（ミ・ナーデ） - けやき台四丁目5番地1
- 幸福の路（遊歩道）
- けやき台公園（20,200m2・近隣公園）
- うららか公園 - けやき台三丁目14番地（5,910m2・街区公園）
- かげろう公園 - けやき台二丁目16番地（4,200m2・街区公園）
- にじの公園 - けやき台五丁目20番地（2,500m2・街区公園）
- 筑波銀行守谷けやき台支店 - けやき台一丁目25番地1
- 常陽銀行守谷けやき台出張所 - けやき台一丁目31番地1
- 西友楽市守谷店（2003年4月24日開店[8]） - けやき台四丁目1番地5
- モスバーガー守谷店 - けやき台五丁目1番地7